# 船橋駅
船橋駅（ふなばしえき）は、千葉県船橋市本町七丁目にある、東日本旅客鉄道（JR東日本）・東武鉄道の駅。

## 概要

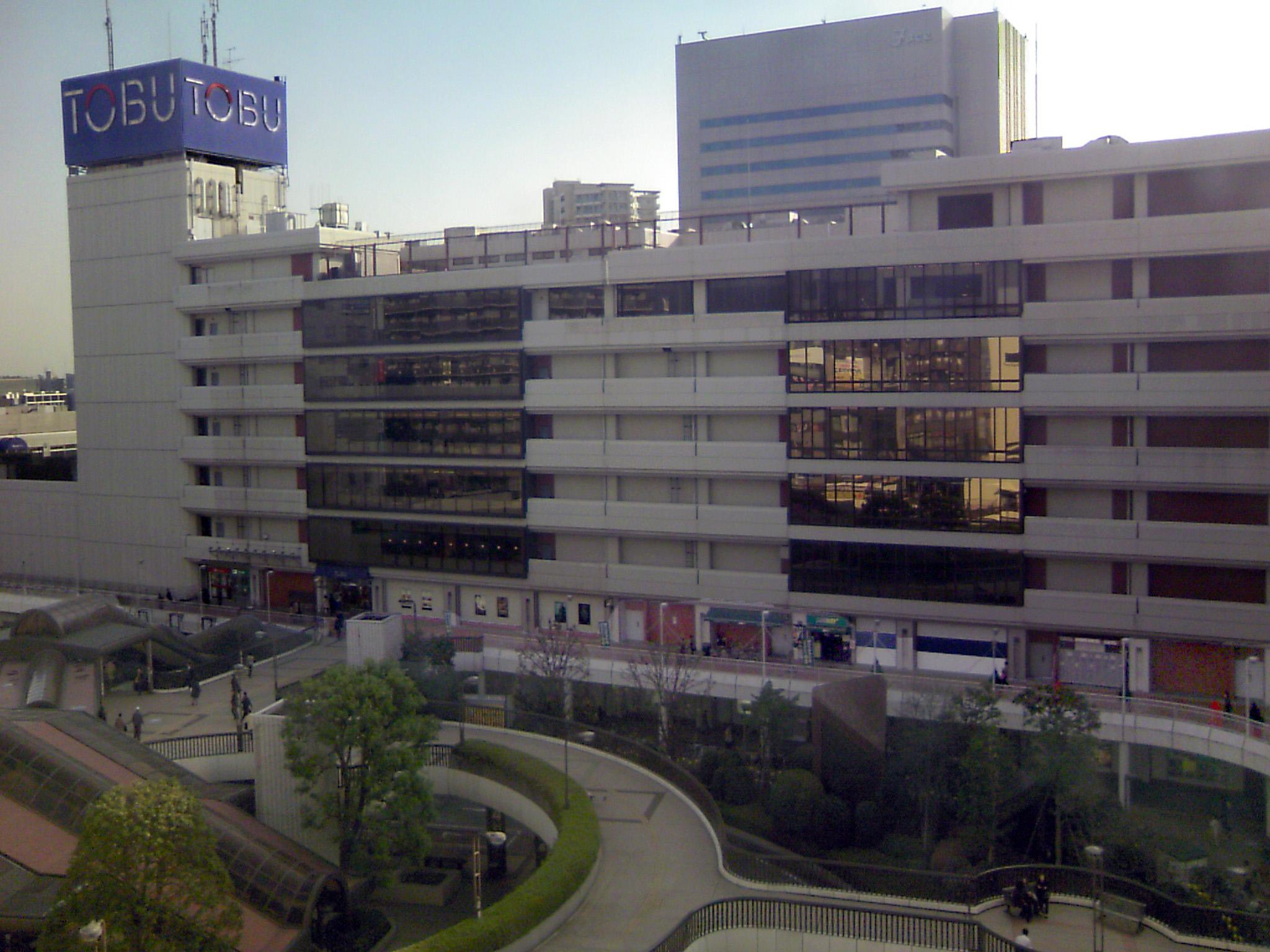
北口側ロータリー（2009年12月）

当駅は中核市最大の人口を誇る船橋市の中心駅で、駅南側には市の中心市街地が広がる。西隣の西船橋駅と並ぶ千葉県内の鉄道交通の要所となっている。東日本旅客鉄道（JR東日本）の総武本線を走行する横須賀・総武快速線（総武線快速）、中央・総武緩行線（総武線各駅停車）、東武鉄道の東武野田線、接続路線である京成電鉄の京成本線を含めると3社4路線が乗り入れている。周辺は駅が密集しており、相互乗換駅である京成電鉄の京成船橋駅をはじめ、大神宮下駅、海神駅、東葉高速鉄道の東海神駅、東武鉄道の新船橋駅が全て当駅から半径約1.5キロメートル圏内に位置している。1日の平均乗車人員は京成電鉄を合わせると565,536人で、西船橋駅や常磐線の柏駅とともに千葉県屈指のターミナル駅である。特に相互乗換駅である京成船橋駅（京成本線）との乗り換えに利用されることが多い。
船橋市は県都「千葉」に対して、商都「船橋」との形容もあるほど商業が盛んである。中世には海老川河口の港として、近世には佐倉街道（成田街道）、房総往還（千葉街道）・御成街道（東金街道）、成田山参拝客の休憩地としての交通の要所、宿場町「船橋宿」（間宿）として栄えた。近代になると、川端康成の書いた小説に『船橋は兵隊の町』と書かれている通り軍都「習志野」の近郊都市として、兵隊・軍属相手の産業が発達し、兵站物資の集積地・流通地として栄える。また、都市部では、東京の近郊都市として近代化が進み、電気・通信・交通・医療などの各方面のインフラが整備され、花輪や宮本などの海岸部には高級別荘地として山崎別荘（凌雲荘）が造成された。第二次世界大戦直後、戦災を免れた上に物資の集散地であったことから、闇市が隆盛を極め「日本の上海」という異名を持つ。これらの歴史的要因から、当駅は商都および交通の要所としての面影を現代に残している。
駅からの主な動線整備としては駅北口および駅南口に各主要施設を結ぶ歩行者デッキ（ペデストリアンデッキ）が整備されており、大規模な駅前デッキ網として知られる。更に船橋駅南口再開発事業によって船橋駅南口駅ビル（シャポー船橋）の建設工事に合わせたペデストリアンデッキの延伸整備も行われた。駅周辺にはJR東日本ホテルメッツ船橋、船橋グランドホテルなどの宿泊施設があるため、ビジネス利用や観光拠点としても適している。
当駅には駅ビルのシャポー船橋、北口には東武百貨店、イトーヨーカドーなどが立地しており、南口にはネクスト船橋、船橋フェイスビル、ビックカメラ船橋駅FACE店、ダイソーギガ船橋店（売り場面積世界最大）など駅周辺に大型店舗が多数林立しているため、昼夜問わず多くの人で賑わい、柏駅や千葉駅周辺と並ぶ県内有数の繁華街となっている。
駅周辺は船橋駅南口第一地区第一種市街地再開発事業のような都市再開発事業が進んでいる。

### 乗り入れ路線
JR東日本の総武本線と、東武鉄道の野田線が乗り入れ、接続駅となっている。
- JR東日本：各線（後述）
- 東武鉄道： 野田線（東武アーバンパークライン） - 駅番号「TD 35」

JR総武本線は、快速線を走る総武快速線と、緩行線を走る中央・総武線各駅停車の2系統に加え、一部の特急列車（あずさ・富士回遊（河口湖方面のみ）・しおさい・新宿わかしお・新宿さざなみ）も停車する。東武野田線は当駅が終点となっている。
- 総武線（快速）：急行線を走行する総武本線の近距離電車。横須賀線および外房線、成田線、鹿島線、更に内房線への直通運転も実施している。 - 駅番号「JO 25」
- 総武線（各駅停車）：緩行線を走行する総武本線の近距離電車。平日の朝夕ラッシュ時のみ地下鉄東西線へ直通する列車も運行。 - 駅番号「JB 31」

#### 乗換駅
駅南側には京成電鉄「京成船橋駅」があり、乗り換えが可能。全優等列車・有料特急（モーニングライナー・イブニングライナー）が停車する。JR船橋駅・京成船橋駅間接続および東武船橋駅・京成船橋駅間接続の連絡定期券が発売されている。
- 京成本線：京成上野駅と成田空港駅間を結ぶ、京成電鉄の鉄道路線。京成押上線および京成東成田線へ直通する列車も運行。 - 駅番号「KS 22」

駅北側11分程には東葉高速鉄道東葉高速線「東海神駅」(地下駅)があり、乗り換えが可能。
- 東葉高速鉄道線：西船橋駅と東葉勝田台駅間を結ぶ、東葉高速鉄道の鉄道路線。東京メトロ東西線へ直通。 - 駅番号「TR 02」

## 歴史

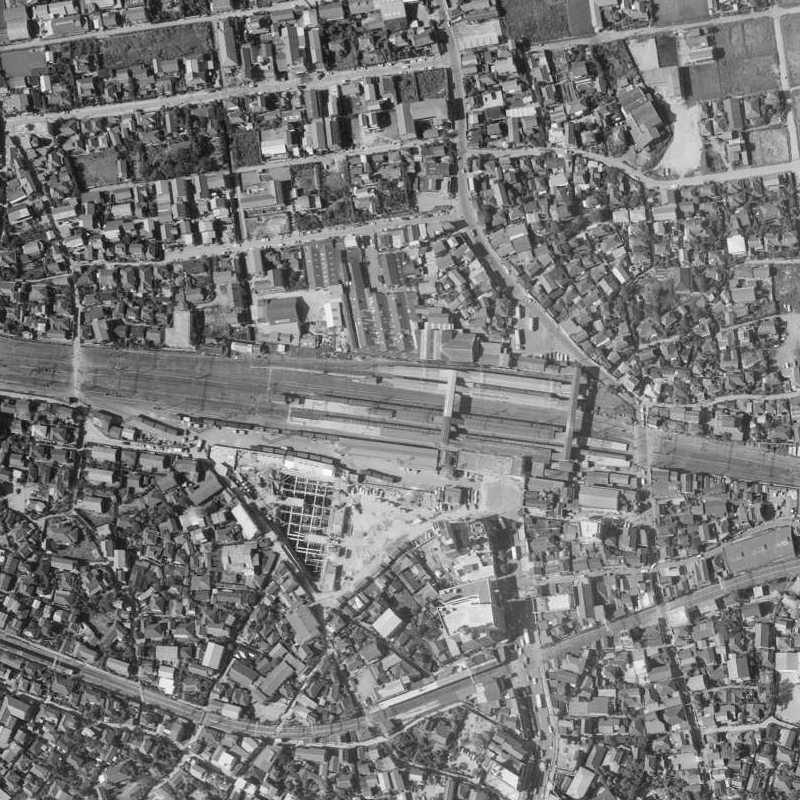
船橋駅周辺の白黒空中写真（1966年8月29日撮影）

- 1894年（明治27年）7月20日：総武鉄道（初代）の駅として開業[6][7]。旅客・貨物扱い開始。
- 1907年（明治40年）9月1日：鉄道国有法により買収され、帝国鉄道庁の駅となる[6]。
- 1923年（大正12年）12月27日：北総鉄道（初代）船橋線（船橋駅 - 柏駅間）が開業[8][7]。
- 1929年（昭和4年）
  - 11月25日：北総鉄道（初代）が総武鉄道（2代）に社名変更[8]。
  - 12月25日：総武鉄道海神線（船橋駅 - 海神駅間）開業[8]。
- 1934年（昭和9年）4月3日：総武鉄道海神線営業廃止[8]。
- 1944年（昭和19年）3月1日：陸上交通事業調整法に基づき、東武鉄道が総武鉄道を吸収合併[8]。
- 1948年（昭和23年）4月16日：東武鉄道船橋線を野田線に統合[8]。
- 1952年（昭和27年）
  - 4月8日：国鉄船橋駅改築（2代目駅舎）[新聞 2]。
  - 10月：国鉄船橋駅前道路貫通[9]。
- 1967年（昭和42年）
  - 9月22日：国鉄船橋駅南口広場完成[9]。
  - 9月23日：西武百貨店船橋店開店[9]。
- 1970年（昭和45年）9月27日：国鉄船橋駅が高架駅となる[9]。
- 1972年（昭和47年）
  - 3月28日：船橋駅構内追突事故。駅構内の信号機トラブルにより停車中の総武緩行線上り列車に後続列車が追突、758名が重軽傷を負った[6][注釈 3]。
  - 11月21日：旅行センター開業[10]。
- 1974年（昭和49年）10月1日：国鉄船橋駅の貨物扱い廃止[7]。
- 1977年（昭和52年）10月7日：国鉄船橋駅北口広場が使用を開始[11]。東武百貨店船橋店開業[11]。
- 1980年（昭和55年）12月17日：東武船橋駅が高架駅となる[8]。
- 1987年（昭和62年）4月1日：国鉄分割民営化に伴い、国鉄の駅は東日本旅客鉄道（JR東日本）の駅となる[6]。
- 1990年（平成2年）11月26日：北口地下駐車場を開設[新聞 3]。
- 1992年（平成4年）
  - 2月26日：JRの船橋駅旅行センターがびゅうプラザとなる[新聞 4]。
  - 12月19日：JRの改札口に自動改札機を設置[12]。
- 1996年（平成8年）7月20日：JRの駅構内に盲導鈴を設置[新聞 5]。
- 2001年（平成13年）11月18日：JR東日本でICカード「Suica」の利用が可能となる[報道 1]。
- 2003年（平成15年）4月17日：JR船橋駅南口再開発ビル「Face」開館[新聞 6]。
- 2007年（平成19年）
  - 3月10日：東武鉄道で発車メロディを導入。
  - 3月18日：東武鉄道でICカード「PASMO」の利用が可能となる[報道 2]。
- 2010年（平成22年）3月13日：この日のダイヤ改正から土曜・休日に限り特急「しおさい」１・14号が停車するようになる。
- 2011年（平成23年）7月23日：東武鉄道の番線表記が変更。
- 2014年（平成26年）3月22日：東武鉄道でホームドアの使用を開始[報道 3][新聞 7]。
- 2016年（平成28年）
  - 3月26日：ホームライナー千葉が停車開始[報道 4]（2019年3月15日をもって廃止[報道 5]）。
  - 10月1日：東武鉄道の発車メロディが「東武百貨店船橋店開店メロディ」に変更[報道 6]。
- 2018年（平成30年）
  - 2月9日：船橋駅直結の商業施設「シャポー船橋」南館&本館1階・B1階グランドオープン[報道 7][新聞 8]。船橋駅に隣接するホテル「JR東日本ホテルメッツ船橋」が開業[報道 7]。
  - 2月28日：西武百貨店船橋店が閉店[新聞 9]。
- 2020年（令和2年）
  - 3月14日：東武野田線のダイヤ改正に伴う全区間（大宮 – 船橋間）急行運転開始により、当駅は急行停車駅となる[報道 8][新聞 10]。
  - 11月27日：JR東日本の改札外に駅ナカシェアオフィス「STATION BOOTH」が開業[報道 9]。
- 2021年（令和3年）4月9日：東武鉄道の定期券発売所が営業を終了[13]。
- 2022年（令和4年）
  - 1月31日：びゅうプラザの営業を終了[14][報道 10]。
  - 4月1日：駅たびコンシェルジュが開業[報道 10]。

## 駅構造

### JR東日本
島式ホーム2面4線を有する高架駅で、みどりの窓口・Suica対応自動改札機・指定席券売機および改札内コンコース - ホームを結ぶエスカレーター・エレベーターが設置されている。
船橋営業統括センター所在駅で所長兼駅長が配置された直営駅であり、総武線の市川駅 - 東船橋駅間および武蔵野線の西船橋駅 - 新八柱駅間を当統括センターの管理エリアとしている。シャポー口というICカード専用改札があり、6時30分から22時20分まで利用可能。

#### のりば
| 番線 | 路線                 | 方向 | 行先                        |
| ---- | -------------------- | ---- | --------------------------- |
| 1    | 総武線（各駅停車）   | 西行 | 西船橋・秋葉原・中野方面    |
| 2    | 総武線（各駅停車）   | 東行 | 幕張・稲毛・千葉方面        |
| 3    | 総武線（特急・快速） | 上り | 錦糸町・東京・横浜方面      |
| 4    | 総武線（特急・快速） | 下り | 津田沼・千葉・ 成田空港方面 |

（出典：JR東日本:駅構内図）
- 平日の朝夕に限り、1・2番線には西船橋駅経由で東京メトロ東西線と直通運転する電車も停車する[注釈 4]。
- 3・4番線の特急列車については、2024年3月16日以降は「成田エクスプレス」を除く全列車が停車する。「あずさ」、「新宿さざなみ」（土休日のみ）、「新宿わかしお」（土休日のみ）については以前から停車していたが、「しおさい」は従来土休日1往復のみ停車していた。

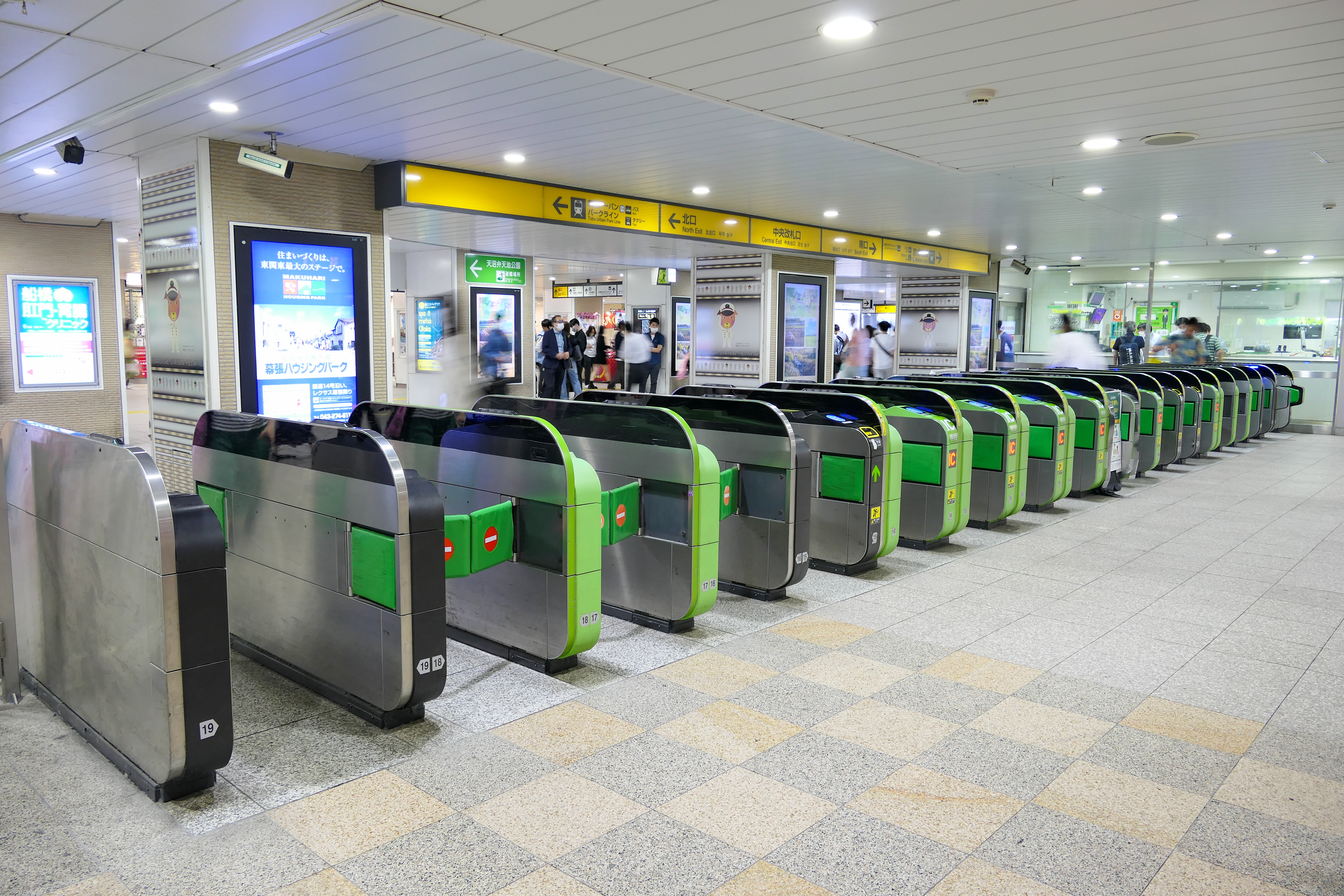
中央改札口（2023年5月）
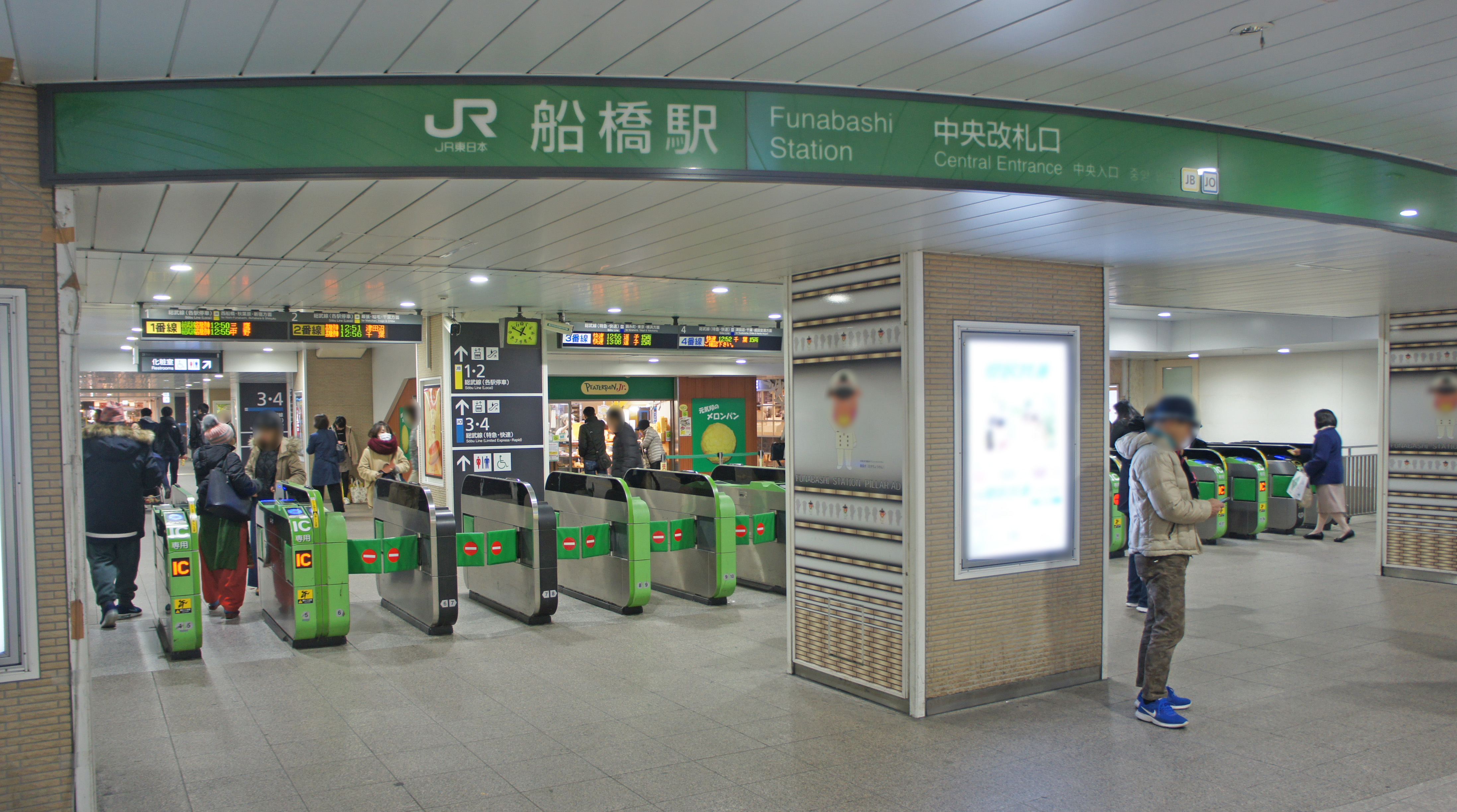
中央口改札（2019年12月）
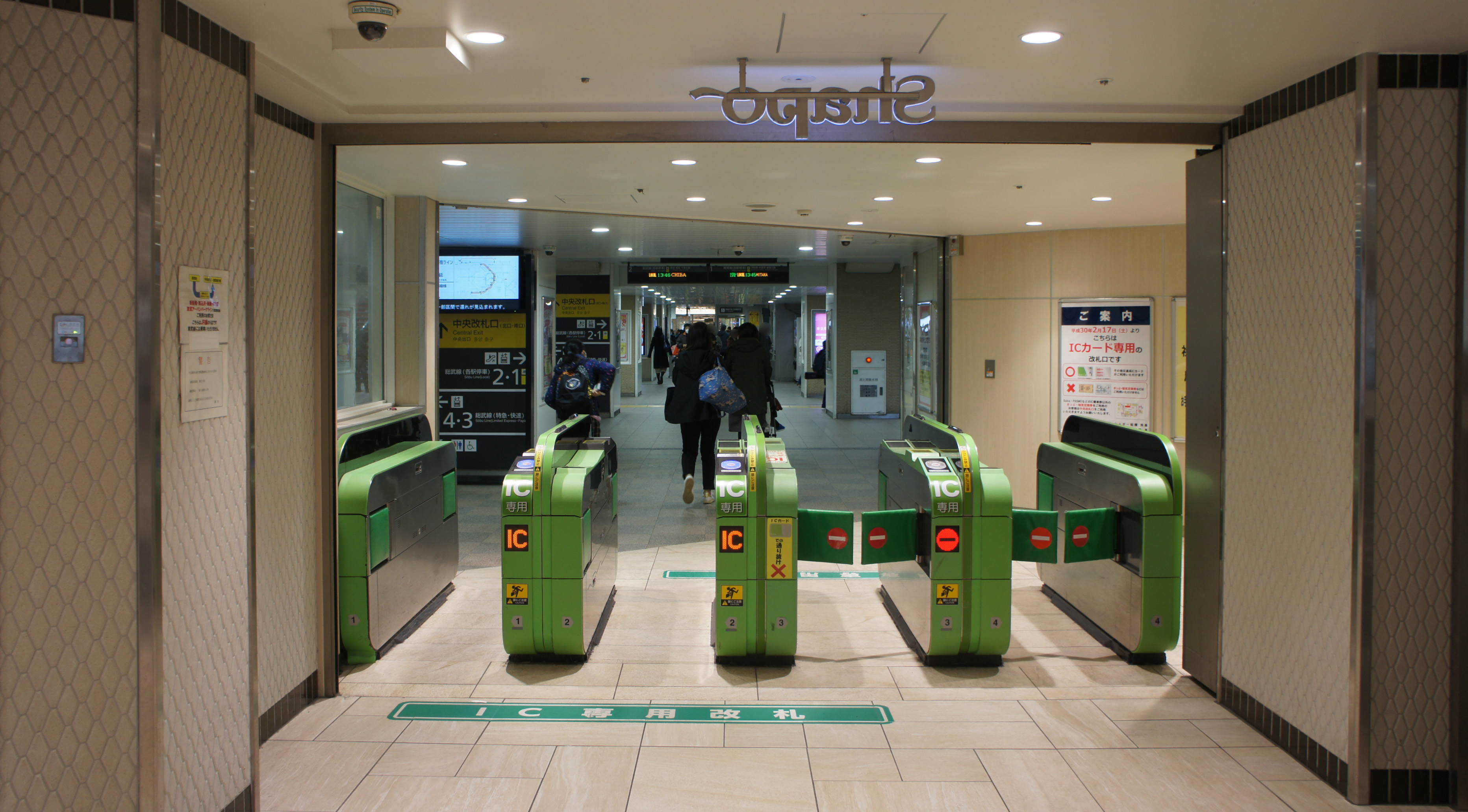
Shapo改札 （2019年12月）
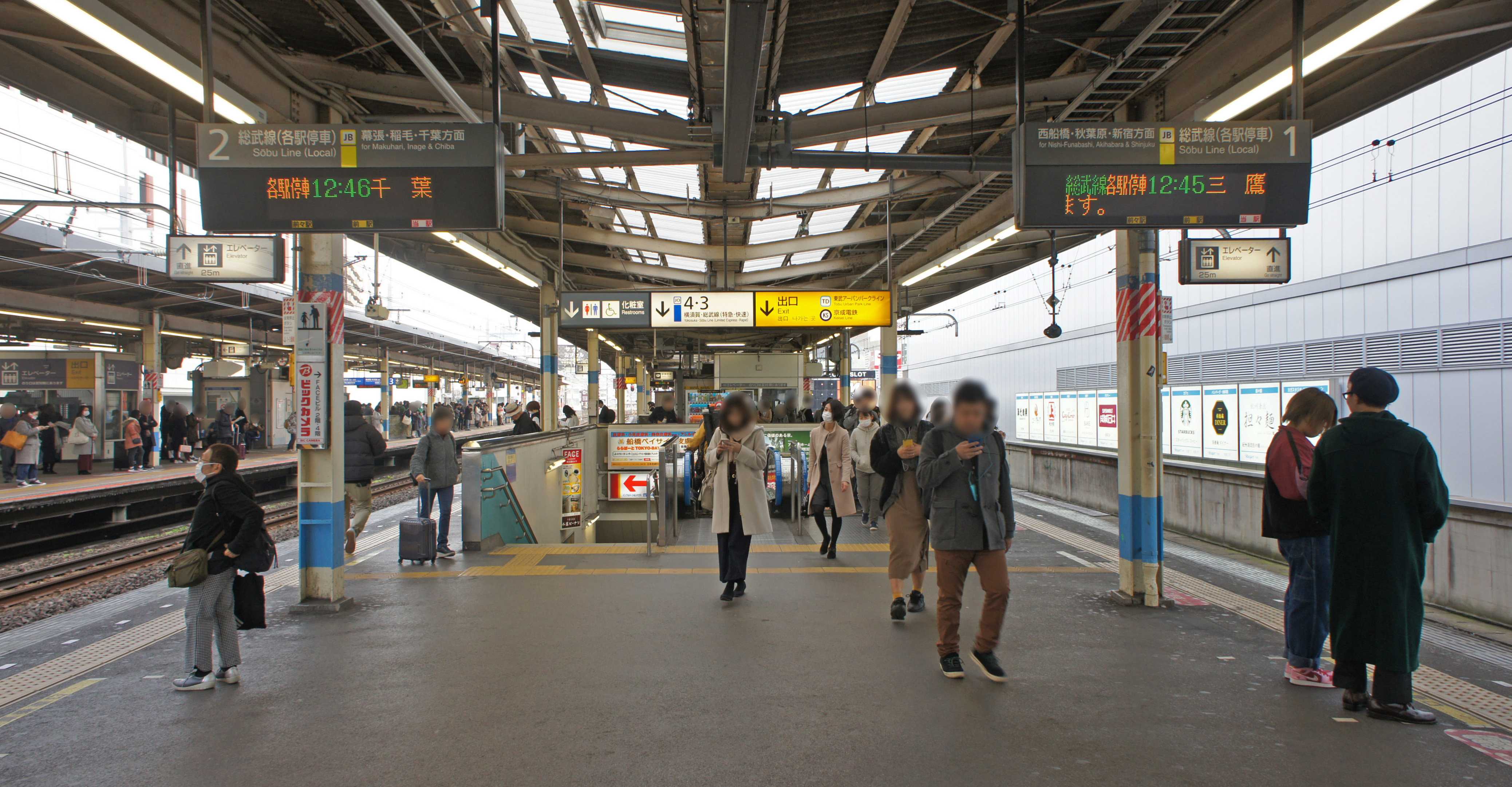
1・2番線ホーム（2019年12月）
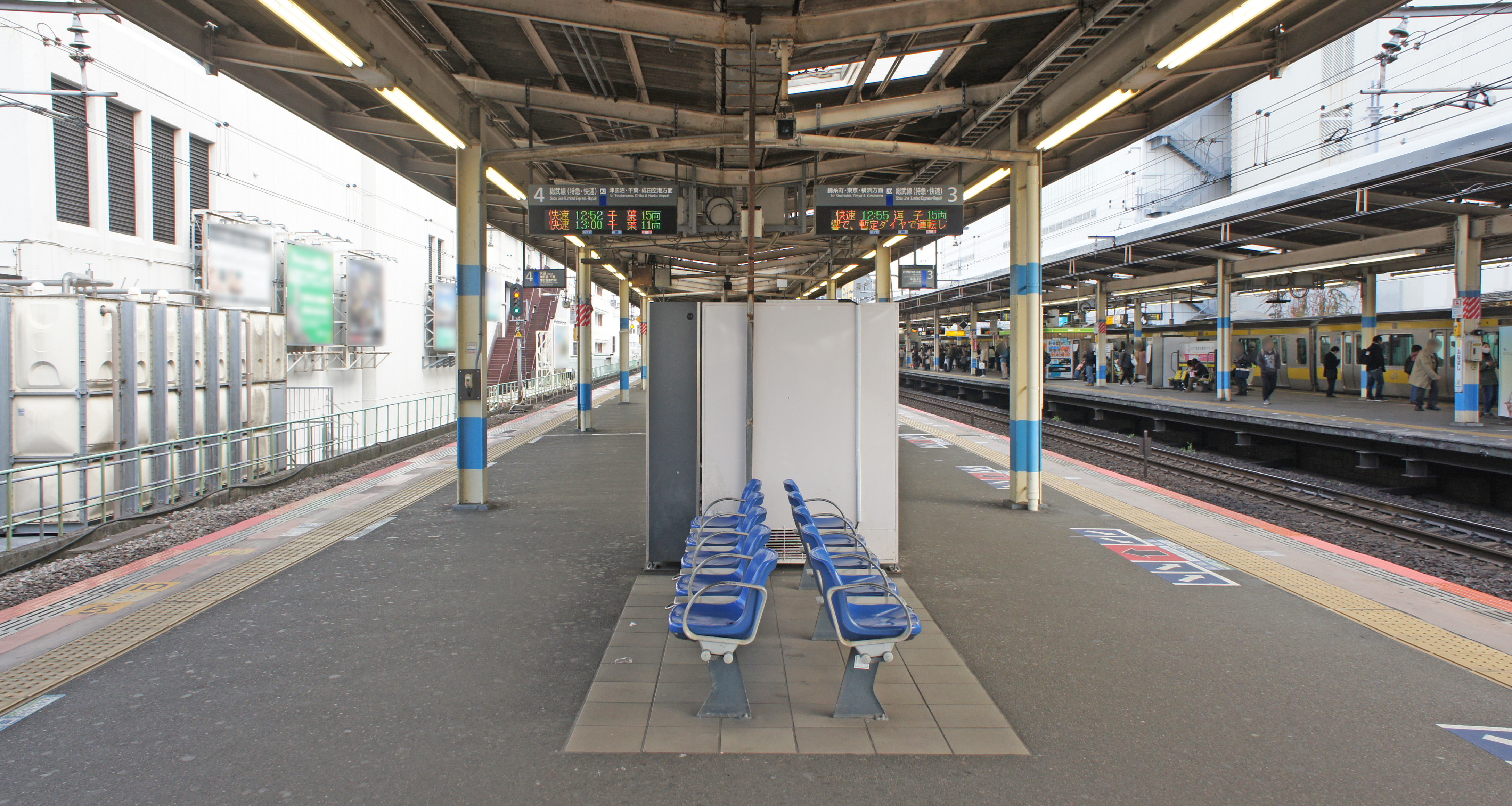
3・4番線ホーム（2019年12月）

### 東武鉄道
東武鉄道の駅はJRの駅に隣接している東武百貨店の2階に島式ホーム1面2線を有する高架駅で、東武野田線の終着駅。改札はJRとは別で、連絡改札はない。改札内外にエスカレーターとエレベーターが設置されている。2014年度計画では、駅のリニューアルを予定している。
東武鉄道全駅の中で最も海に近い駅である。
東武船橋駅管区として、当駅 – 新柏駅間の各駅を統括管理している。

#### のりば
| 番線 | 路線       | 行先         |
| ---- | ---------- | ------------ |
| 1・2 | 東武野田線 | 柏・大宮方面 |

- 2016年10月1日より、発車メロディが「東武百貨店船橋店開店メロディ」に変更された[報道 6]。
- 2011年ごろまでは番線がJRと通し番号で5・6番線と案内されていた。
- 2014年3月22日からホームドアの供用が開始された（東武では広告や駅の放送などで「ホーム柵」と案内される）[報道 3]。既存駅に後から整備するケースは千葉県内で初めてのケースとなり、東武鉄道としても全線を通じ初の導入となった（ただし東武鉄道が管理する駅の他事業者の路線のホームとしては東上線和光市駅の東京メトロ有楽町線・副都心線の発着ホームに設置されたものが2012年7月7日から供用開始されており、こちらが初となる）。総工費は約1億9600万円で、国と船橋市が3分の1ずつ補助した。併せて、LED照明とコンコースのリニューアル（トイレの改良）がされた[報道 12]。

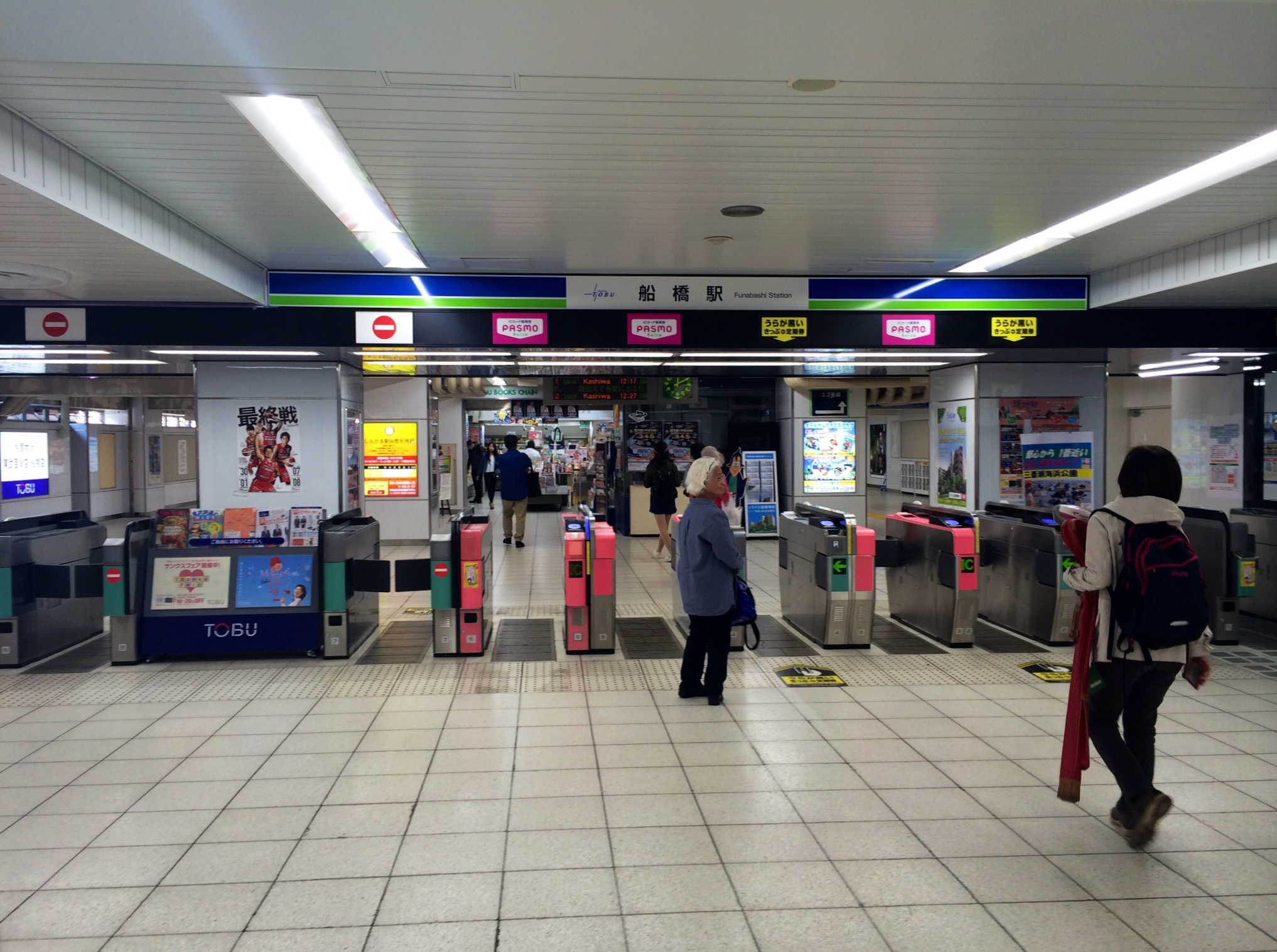
東武改札口（2016年5月）
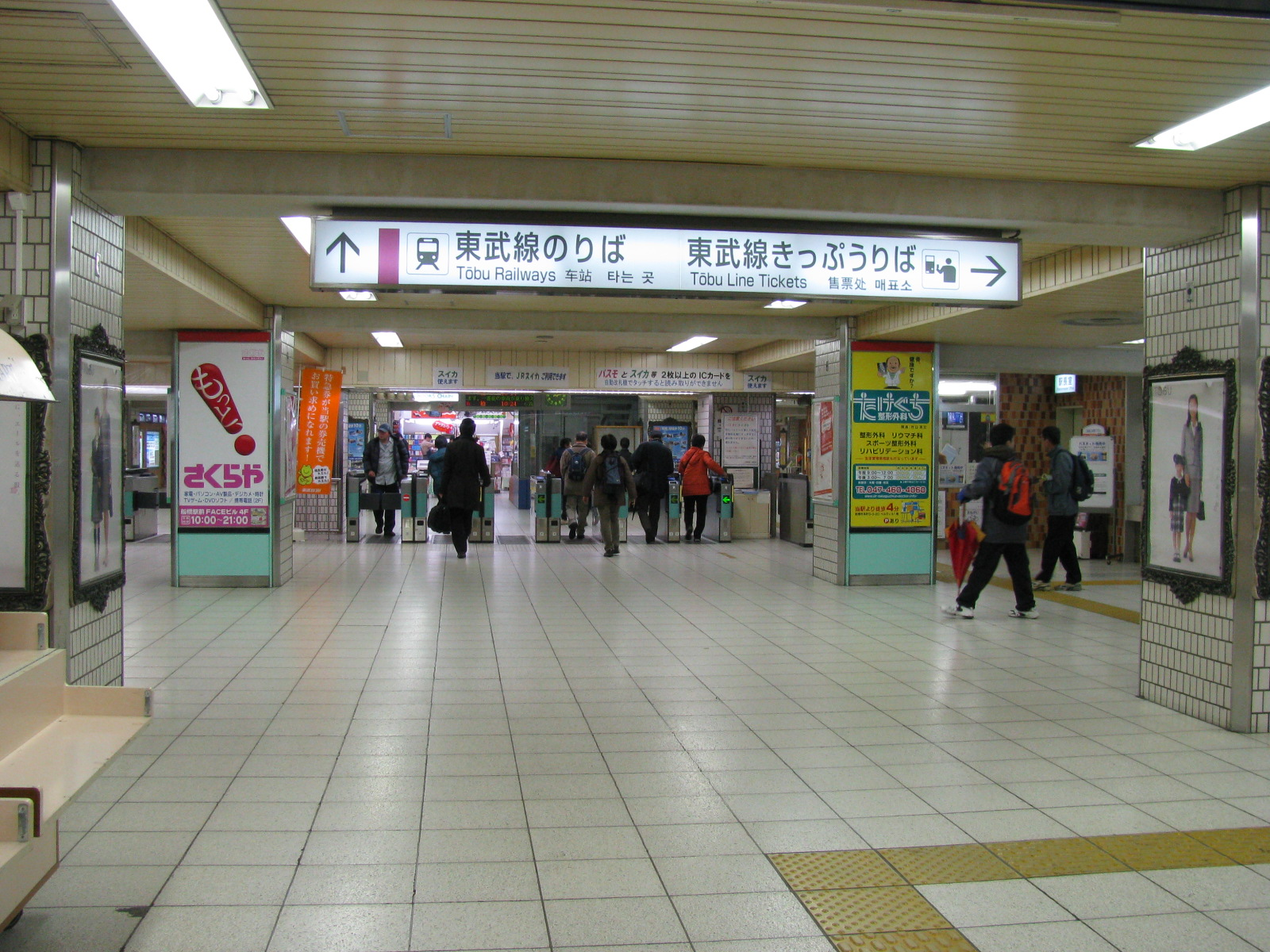
東武のりば（2007年12月）
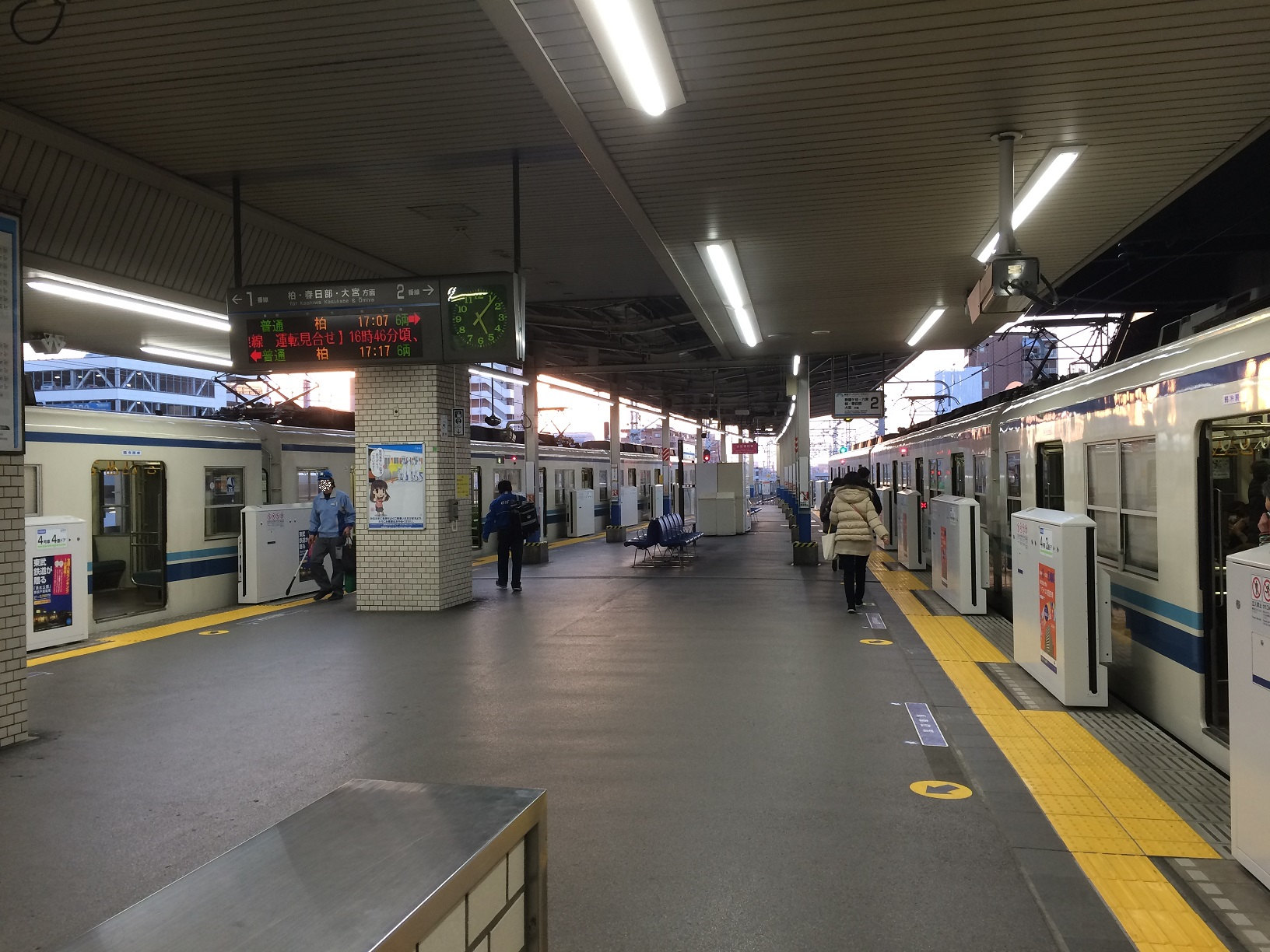
ホームドアが設置されたホーム（2015年2月）

## 利用状況
- JR東日本 - 2023年度の1日平均乗車人員は125,534人である[JR 1]。
同社管内の駅の中では西船橋駅に次ぐ第19位。2005年度まで千葉県内の同社管内の駅の中で1位であった柏駅を抜き、最多となったが、2017年度より西船橋駅に抜かれ2位となった。西隣の西船橋駅に快速が停車しないため、当駅で快速から各駅停車に乗り換える乗客も多い。乗車人員の数値には、この快速と各駅停車相互の乗り換え者数は含まれていないため、実際の駅利用者は数字以上に非常に多い。
- 東武鉄道 - 2024年度の1日平均乗降人員は116,250人である[東武 1]。
野田線全体では柏駅・大宮に次ぐ第3位である。

### 年度別1日平均乗降人員
近年の1日平均乗降人員の推移は下表の通りである（JRは除く）。
| 年度               | 東武鉄道         | 東武鉄道 | 東武鉄道    |
| 年度               | 1日平均 乗降人員 | 増加率   | 出典        |
| ------------------ | ---------------- | -------- | ----------- |
| 1998年（平成10年） | 102,351          |          |             |
| 1999年（平成11年） | 100,809          | −1.5%    |             |
| 2000年（平成12年） | 103,456          | 2.6%     |             |
| 2001年（平成13年） | 104,340          | 0.9%     |             |
| 2002年（平成14年） | 102,677          | −1.6%    |             |
| 2003年（平成15年） | 102,752          | −1.5%    |             |
| 2004年（平成16年） | 102,440          | −0.3%    |             |
| 2005年（平成17年） | 103,895          | 1.4%     |             |
| 2006年（平成18年） | 105,335          | 1.4%     |             |
| 2007年（平成19年） | 107,766          | 2.3%     |             |
| 2008年（平成20年） | 108,530          | 0.7%     |             |
| 2009年（平成21年） | 108,017          | −0.5%    |             |
| 2010年（平成22年） | 107,712          | −0.3%    |             |
| 2011年（平成23年） | 107,418          | −0.3%    |             |
| 2012年（平成24年） | 111,239          | 3.6%     |             |
| 2013年（平成25年） | 113,653          | 2.2%     | [ 東武 3 ]  |
| 2014年（平成26年） | 112,000          | −1.5%    | [ 東武 4 ]  |
| 2015年（平成27年） | 113,347          | 1.2%     | [ 東武 5 ]  |
| 2016年（平成28年） | 114,470          | 1.0%     | [ 東武 6 ]  |
| 2017年（平成29年） | 115,566          | 1.0%     | [ 東武 7 ]  |
| 2018年（平成30年） | 116,001          | 0.4%     | [ 東武 8 ]  |
| 2019年（令和元年） | 114,868          | −1.0%    | [ 東武 9 ]  |
| 2020年（令和02年） | 89,646           | −22.0%   | [ 東武 10 ] |
| 2021年（令和03年） | 98,586           | 10.0%    | [ 東武 11 ] |
| 2022年（令和04年） | 107,773          | 9.3%     | [ 東武 12 ] |
| 2023年（令和05年） | 112,702          | 4.6%     | [ 東武 13 ] |
| 2024年（令和06年） | 116,250          | 3.1%     | [ 東武 1 ]  |

### 年度別1日平均乗車人員（1890年代 - 1930年代）
年度全体の乗車人員を365（閏日が入る年度は366）で除して1日平均乗車人員を求めている。
| 年度               | 総武鉄道（初代） / 国鉄 | 北総鉄道 / 総武鉄道（2代） | 出典          |
| ------------------ | ----------------------- | -------------------------- | ------------- |
| 1897年（明治30年） | 548                     | 未 開 業                   | [ 県統計 1 ]  |
| 1898年（明治31年） | 292                     | 未 開 業                   | [ 県統計 2 ]  |
| 1900年（明治33年） | 349                     | 未 開 業                   | [ 県統計 3 ]  |
| 1901年（明治34年） | 361                     | 未 開 業                   | [ 県統計 4 ]  |
| 1905年（明治38年） | 338                     | 未 開 業                   | [ 県統計 5 ]  |
| 1906年（明治39年） | 364                     | 未 開 業                   | [ 県統計 6 ]  |
| 1907年（明治40年） | 271                     | 未 開 業                   | [ 県統計 7 ]  |
| 1908年（明治41年） | 437                     | 未 開 業                   | [ 県統計 8 ]  |
| 1909年（明治42年） | 426                     | 未 開 業                   | [ 県統計 9 ]  |
| 1910年（明治43年） | 443                     | 未 開 業                   | [ 県統計 10 ] |
| 1911年（明治44年） | 508                     | 未 開 業                   | [ 県統計 11 ] |
| 1912年（大正元年） | 508                     | 未 開 業                   | [ 県統計 12 ] |
| 1913年（大正02年） | 529                     | 未 開 業                   | [ 県統計 13 ] |
| 1914年（大正03年） | 553                     | 未 開 業                   | [ 県統計 14 ] |
| 1915年（大正04年） | 580                     | 未 開 業                   | [ 県統計 15 ] |
| 1916年（大正05年） | 584                     | 未 開 業                   | [ 県統計 16 ] |
| 1917年（大正06年） | 573                     | 未 開 業                   | [ 県統計 17 ] |
| 1918年（大正07年） | 662                     | 未 開 業                   | [ 県統計 18 ] |
| 1919年（大正08年） | 825                     | 未 開 業                   | [ 県統計 19 ] |
| 1920年（大正09年） | 978                     | 未 開 業                   | [ 県統計 20 ] |
| 1921年（大正10年） | 1,110                   | 未 開 業                   | [ 県統計 21 ] |
| 1922年（大正11年） | 1,163                   | 未 開 業                   | [ 県統計 22 ] |
| 1923年（大正12年） | 1,465                   | 6                          | [ 県統計 23 ] |
| 1924年（大正13年） | 1,690                   | 177                        | [ 県統計 24 ] |
| 1925年（大正14年） | 1,774                   | 196                        | [ 県統計 25 ] |
| 1926年（昭和元年） | 1,765                   | 192                        | [ 県統計 26 ] |
| 1927年（昭和02年） | 1,855                   | 285                        | [ 県統計 27 ] |
| 1928年（昭和03年） | 1,726                   | 327                        | [ 県統計 28 ] |
| 1929年（昭和04年） | 1,791                   | 344                        | [ 県統計 29 ] |
| 1930年（昭和05年） | 1,751                   | 353                        | [ 県統計 30 ] |
| 1931年（昭和06年） | 1,624                   | 336                        | [ 県統計 31 ] |
| 1932年（昭和07年） | 1,566                   | 315                        | [ 県統計 32 ] |
| 1933年（昭和08年） | 2,088                   | 319                        | [ 県統計 33 ] |
| 1934年（昭和09年） | 2,851                   | 326                        | [ 県統計 34 ] |
| 1935年（昭和10年） | 3,081                   | 345                        | [ 県統計 35 ] |
| 1936年（昭和11年） | 3,079                   | 370                        | [ 県統計 36 ] |

### 年度別1日平均乗車人員（1953年 - 2000年）
近年の1日平均乗車人員の推移は下表の通りである。
| 年度               | 国鉄 / JR東日本 | 東武鉄道 | 出典                   |
| ------------------ | --------------- | -------- | ---------------------- |
| 1953年（昭和28年） | 19,680          |          | [ 県統計 37 ]          |
| 1954年（昭和29年） | 20,281          |          | [ 県統計 38 ]          |
| 1955年（昭和30年） | 27,544          |          | [ 県統計 39 ]          |
| 1956年（昭和31年） | 30,798          |          | [ 県統計 40 ]          |
| 1957年（昭和32年） | 33,668          |          | [ 県統計 41 ]          |
| 1958年（昭和33年） | 34,837          |          | [ 県統計 42 ]          |
| 1959年（昭和34年） | 37,837          |          | [ 県統計 43 ]          |
| 1960年（昭和35年） | 41,084          |          | [ 県統計 44 ]          |
| 1961年（昭和36年） | 43,869          |          | [ 県統計 45 ]          |
| 1962年（昭和37年） | 48,494          |          | [ 県統計 46 ]          |
| 1963年（昭和38年） | 52,122          |          | [ 県統計 47 ]          |
| 1964年（昭和39年） | 56,400          |          | [ 県統計 48 ]          |
| 1965年（昭和40年） | 59,028          |          | [ 県統計 49 ]          |
| 1966年（昭和41年） | 62,987          |          | [ 県統計 50 ]          |
| 1967年（昭和42年） | 66,505          |          | [ 県統計 51 ]          |
| 1968年（昭和43年） | 69,512          |          | [ 県統計 52 ]          |
| 1969年（昭和44年） | 71,465          |          | [ 県統計 53 ]          |
| 1970年（昭和45年） | 76,013          |          | [ 県統計 54 ]          |
| 1971年（昭和46年） | 77,804          |          | [ 県統計 55 ]          |
| 1972年（昭和47年） | 93,217          |          | [ 県統計 56 ]          |
| 1973年（昭和48年） | 105,812         |          | [ 県統計 57 ]          |
| 1974年（昭和49年） | 117,172         |          | [ 県統計 58 ]          |
| 1975年（昭和50年） | 116,860         |          | [ 県統計 59 ]          |
| 1976年（昭和51年） | 121,364         | 16,517   | [ 県統計 60 ]          |
| 1977年（昭和52年） | 123,488         | 37,752   | [ 県統計 61 ]          |
| 1978年（昭和53年） | 127,563         | 38,711   | [ 県統計 62 ]          |
| 1979年（昭和54年） | 128,756         | 38,445   | [ 県統計 63 ]          |
| 1980年（昭和55年） | 129,525         | 39,586   | [ 県統計 64 ]          |
| 1981年（昭和56年） | 132,773         | 40,737   | [ 県統計 65 ]          |
| 1982年（昭和57年） | 130,957         | 20,124   | [ 県統計 66 ]          |
| 1983年（昭和58年） | 131,906         | 42,201   | [ 県統計 67 ]          |
| 1984年（昭和59年） | 135,370         | 43,485   | [ 県統計 68 ]          |
| 1985年（昭和60年） | 134,854         | 44,503   | [ 県統計 69 ]          |
| 1986年（昭和61年） | 135,862         | 45,611   | [ 県統計 70 ]          |
| 1987年（昭和62年） | 138,874         | 47,261   | [ 県統計 71 ]          |
| 1988年（昭和63年） | 150,801         | 49,316   | [ 県統計 72 ]          |
| 1989年（平成元年） | 152,771         | 49,900   | [ 県統計 73 ]          |
| 1990年（平成02年） | 155,806         | 51,487   | [ 県統計 74 ]          |
| 1991年（平成03年） | 158,620         | 52,518   | [ 県統計 75 ]          |
| 1992年（平成04年） | 158,450         | 53,770   | [ 県統計 76 ]          |
| 1993年（平成05年） | 158,889         | 54,732   | [ 県統計 77 ]          |
| 1994年（平成06年） | 156,766         | 54,483   | [ 県統計 78 ]          |
| 1995年（平成07年） | 156,377         | 55,268   | [ 県統計 79 ]          |
| 1996年（平成08年） | 147,491         | 53,965   | [ 県統計 80 ]          |
| 1997年（平成09年） | 140,852         | 52,465   | [ 県統計 81 ]          |
| 1998年（平成10年） | 135,467         | 51,196   | [ 県統計 82 ]          |
| 1999年（平成11年） | 132,686         | 50,685   | [ JR 2 ] [ 県統計 83 ] |
| 2000年（平成12年） | 131,611         | 51,835   | [ JR 3 ] [ 県統計 84 ] |

### 年度別1日平均乗車人員（2001年以降）
| 年度               | JR東日本 | 東武鉄道 | 出典                     |
| ------------------ | -------- | -------- | ------------------------ |
| 2001年（平成13年） | 131,728  | 52,121   | [ JR 4 ] [ 県統計 85 ]   |
| 2002年（平成14年） | 131,009  | 51,343   | [ JR 5 ] [ 県統計 86 ]   |
| 2003年（平成15年） | 131,702  | 51,432   | [ JR 6 ] [ 県統計 87 ]   |
| 2004年（平成16年） | 131,514  | 51,288   | [ JR 7 ] [ 県統計 88 ]   |
| 2005年（平成17年） | 131,579  | 51,856   | [ JR 8 ] [ 県統計 89 ]   |
| 2006年（平成18年） | 132,972  | 52,476   | [ JR 9 ] [ 県統計 90 ]   |
| 2007年（平成19年） | 135,611  | 53,461   | [ JR 10 ] [ 県統計 91 ]  |
| 2008年（平成20年） | 136,365  | 53,866   | [ JR 11 ] [ 県統計 92 ]  |
| 2009年（平成21年） | 135,560  | 53,607   | [ JR 12 ] [ 県統計 93 ]  |
| 2010年（平成22年） | 134,705  | 53,466   | [ JR 13 ] [ 県統計 94 ]  |
| 2011年（平成23年） | 133,774  | 53,368   | [ JR 14 ] [ 県統計 95 ]  |
| 2012年（平成24年） | 134,366  | 55,256   | [ JR 15 ] [ 県統計 96 ]  |
| 2013年（平成25年） | 136,575  | 56,450   | [ JR 16 ] [ 県統計 97 ]  |
| 2014年（平成26年） | 135,322  | 55,659   | [ JR 17 ] [ 県統計 98 ]  |
| 2015年（平成27年） | 137,173  | 56,316   | [ JR 18 ] [ 県統計 99 ]  |
| 2016年（平成28年） | 138,004  | 56,878   | [ JR 19 ] [ 県統計 100 ] |
| 2017年（平成29年） | 139,109  | 57,476   | [ JR 20 ] [ 県統計 101 ] |
| 2018年（平成30年） | 138,950  | 57,719   | [ JR 21 ] [ 県統計 102 ] |
| 2019年（令和元年） | 137,842  | 57,165   | [ JR 22 ] [ 県統計 103 ] |
| 2020年（令和02年） | 103,879  | 44,664   | [ JR 23 ] [ 県統計 104 ] |
| 2021年（令和03年） | 109,860  | 49,126   | [ JR 24 ] [ 東武 11 ]    |
| 2022年（令和04年） | 119,230  | 53,694   | [ JR 25 ] [ 東武 12 ]    |
| 2023年（令和05年） | 125,534  | 56,226   | [ JR 1 ] [ 東武 13 ]     |

備考
1. ↑  1897年・1898年・1900年・1901年・1905年・1906年については1月 - 12月の暦年
2. ↑  1923年12月27日開業。開業日から翌年3月31日までの計96日間を集計したデータ。

## 駅周辺

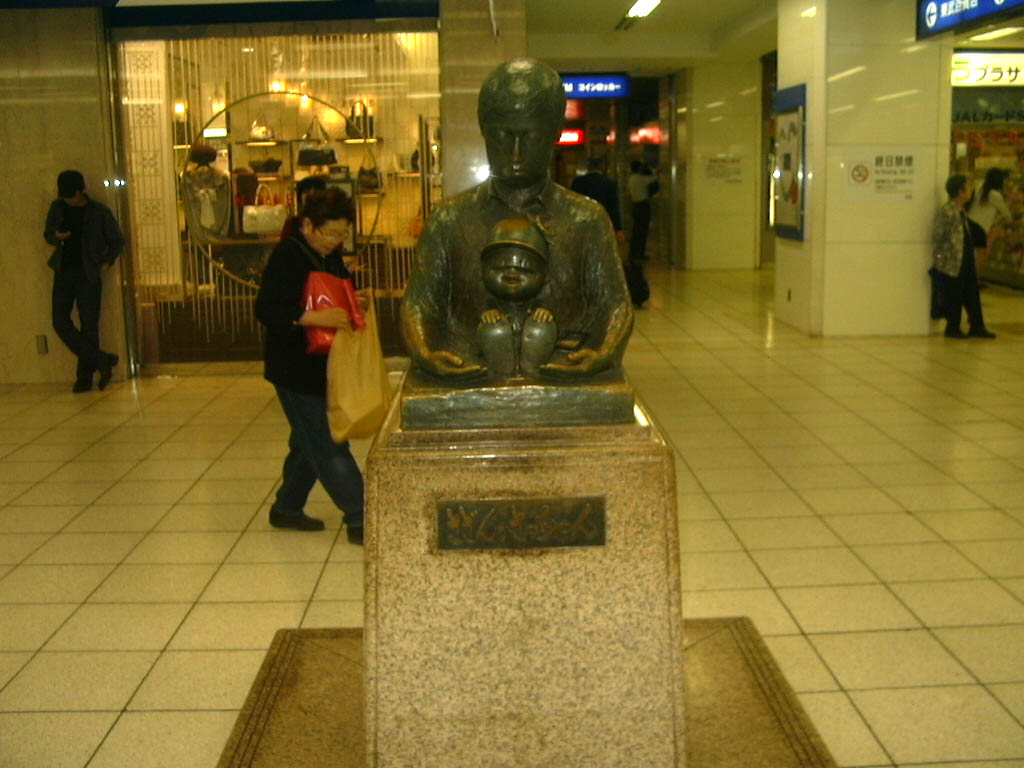
さざんかさっちゃん像（2006年10月）

南側は船橋市の中心市街地である。駅のすぐ南側に京成船橋駅があり、駅南口には商店街が開けている。南口から京成船橋駅付近がその中心で、ほぼ終日人通り、車の通行量ともに多い。西船橋まで一駅という利便性で、京葉線や武蔵野線で東京ディズニーリゾートや幕張新都心などの沿岸地域にアクセスしやすい立地であり、公共交通機関も整っていることから観光客も多い。
当駅から北に11分程の所に東葉高速鉄道東葉高速線東海神駅(地下駅)がある。
京成船橋駅の駅舎が高架化により2007年11月17日に2階に移転したことで、ペデストリアンデッキから直接入ることができるようになった。ペデストリアンデッキと船橋フェイスビルにより京成線とJR線の駅舎が接続されている。南口付近ではかつて京成船橋駅が地上駅だったため駅前に踏切があり、周辺道路の慢性的な渋滞が問題となっていたが、2004年11月に上り線、2006年11月25日に下り線をそれぞれ高架部に移設したことで駅前の踏切が廃止され、渋滞が緩和した。
南口は再開発が行われており、2003年春には駅前の商店街の一部が前述の再開発ビルとなって生まれ変わった。JR船橋駅前南口から本町方面に伸びる船橋駅前商店会、船橋大神宮の門前町、宿場町として栄えた、船橋の中心に船橋本町通り商店街が位置し、銀行や証券会社が並んでいる。駅南東には在日本大韓民国民団千葉県船橋支部があり、周辺に韓国系の飲食店が集まる。
一方、北側は住宅地に近く、かつて総武線が地上線だった時代に側線があったため、その土地を利用して駅舎の高架化後に開発が行われて整備されている。また、駅北口の道路は拡幅が進み、一部を除いて片側2車線となっている。
2015年5月時点において、当駅周辺はスーモの住みたい街ランキング（関東編）の居住都県別ランキング（千葉県民ランキング）において、3年連続1位に選出されている。
2018年2月に駅直結の西武百貨店船橋店が閉店し、跡地には2028年3月に高さ193メートル、地上51階、地下1階の高層マンションが完成する予定となっている。

### 駅周辺施設

#### 駅舎内の施設（駅ナカ・駅ビル）
駅ナカ商業施設としてシャポー船橋、東武百貨店船橋店がある。
現行のシャポー船橋本館は2016年（平成28年）にJR東日本ホテルメッツ船橋を併設した10階建てのビルに建て替え（南館）、隣接する本館も改装された。本館・南館合わせて約94店舗の専門店を有する。当駅にあるNewDaysのうち中央改札横にある船橋店のみシャポーの駅ナカ店舗の扱いとなっている。
東武船橋駅はJR線の北側に隣接する東武百貨店の建物内にある。
- JR改札内
  - シャポー船橋
    - ベックスコーヒーショップ
    - SWEETS BOX
    - ピーターパンジュニア
    - いろり亭きらく（そば・うどん）

  - VIEW ALTTE
- 改札外
  - シャポー船橋
  - 船橋生鮮市場
  - シャポー船橋南館
  - VIEW ALTTE
  - みどりの窓口
  - 指定席券売機
  - 駅たびコンシェルジュ

#### 北口（東武口）
- 東葉高速鉄道東葉高速線東海神駅(地下駅)(徒歩約11分)
- 東武改札内
  - ACCESS TOBU
  - ドトールコーヒーショップ東武船橋
  - くすりの福太郎
  - 肩コリ整体CHARGE
- 船橋駅北口バスターミナル
- 東武百貨店船橋店
  - ノジマ船橋東武店

- 船橋ツインビル
  - 東館
    - イトーヨーカドー船橋店
    - 三井住友銀行 船橋北口支店・鎌ヶ谷支店
      - 2021年3月8日より、鎌ヶ谷支店が移転し共同店舗となる。

    - ザ・ダイソー

  - 西館
    - りそな銀行 船橋支店
    - ジーユー
    - 船橋ロフト
- 千葉銀行船橋北口支店
- Kメディカルモール
  - 業務スーパー
- 天沼弁天池公園
- 船橋中央クリニック

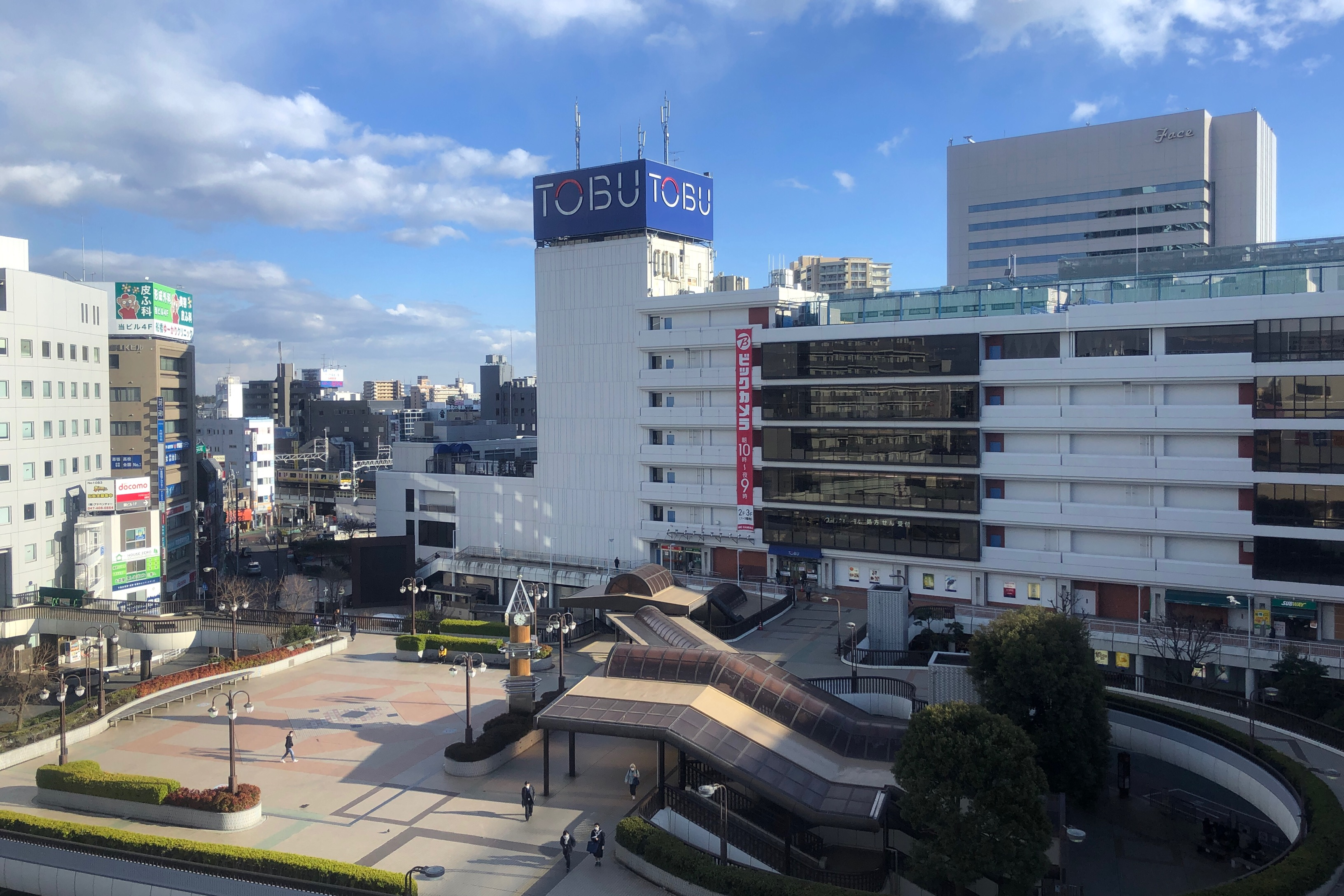
北口周辺 （2020年3月）
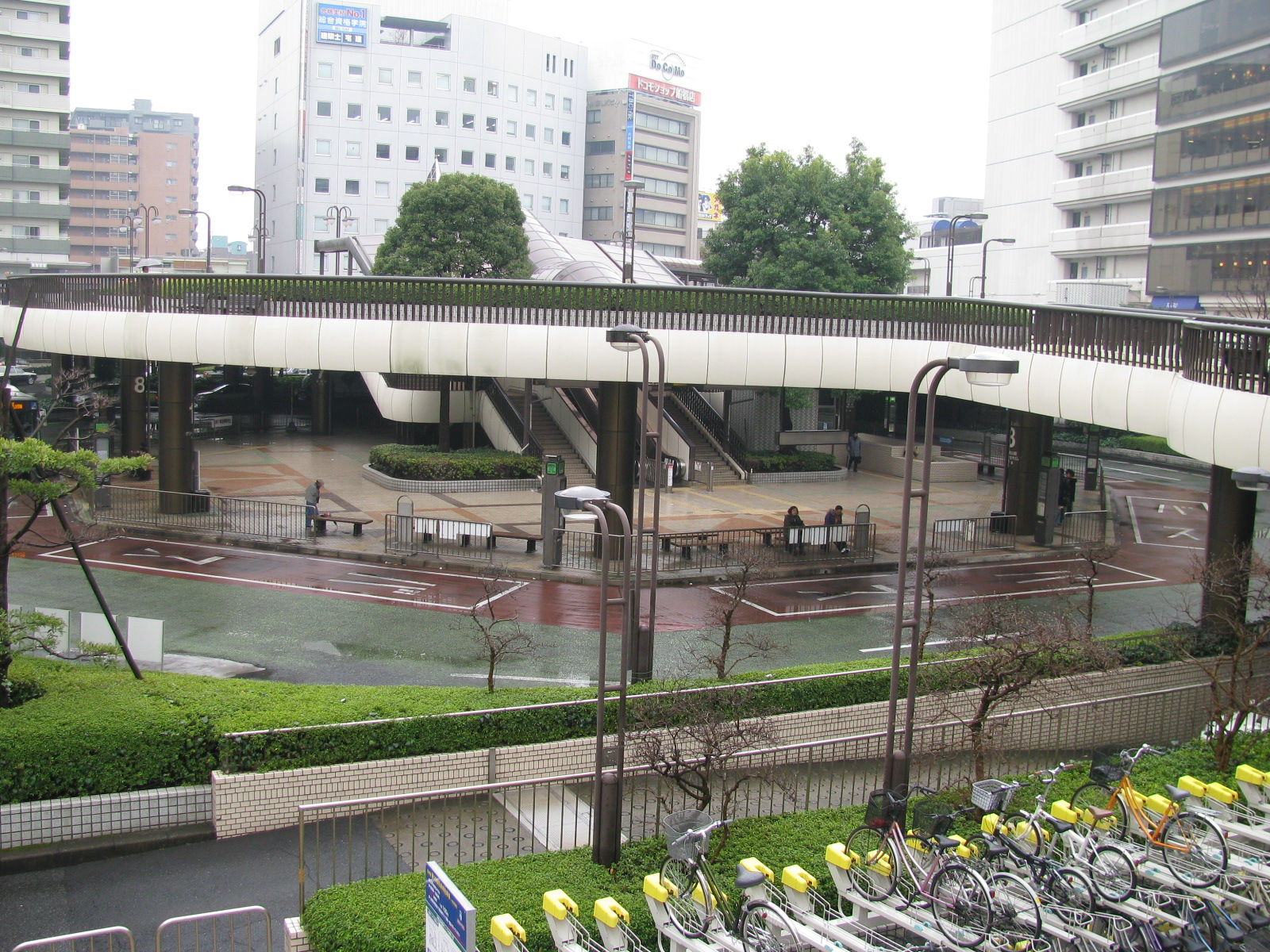
北口駅前通り （2007年12月）

#### 南口（JR口）

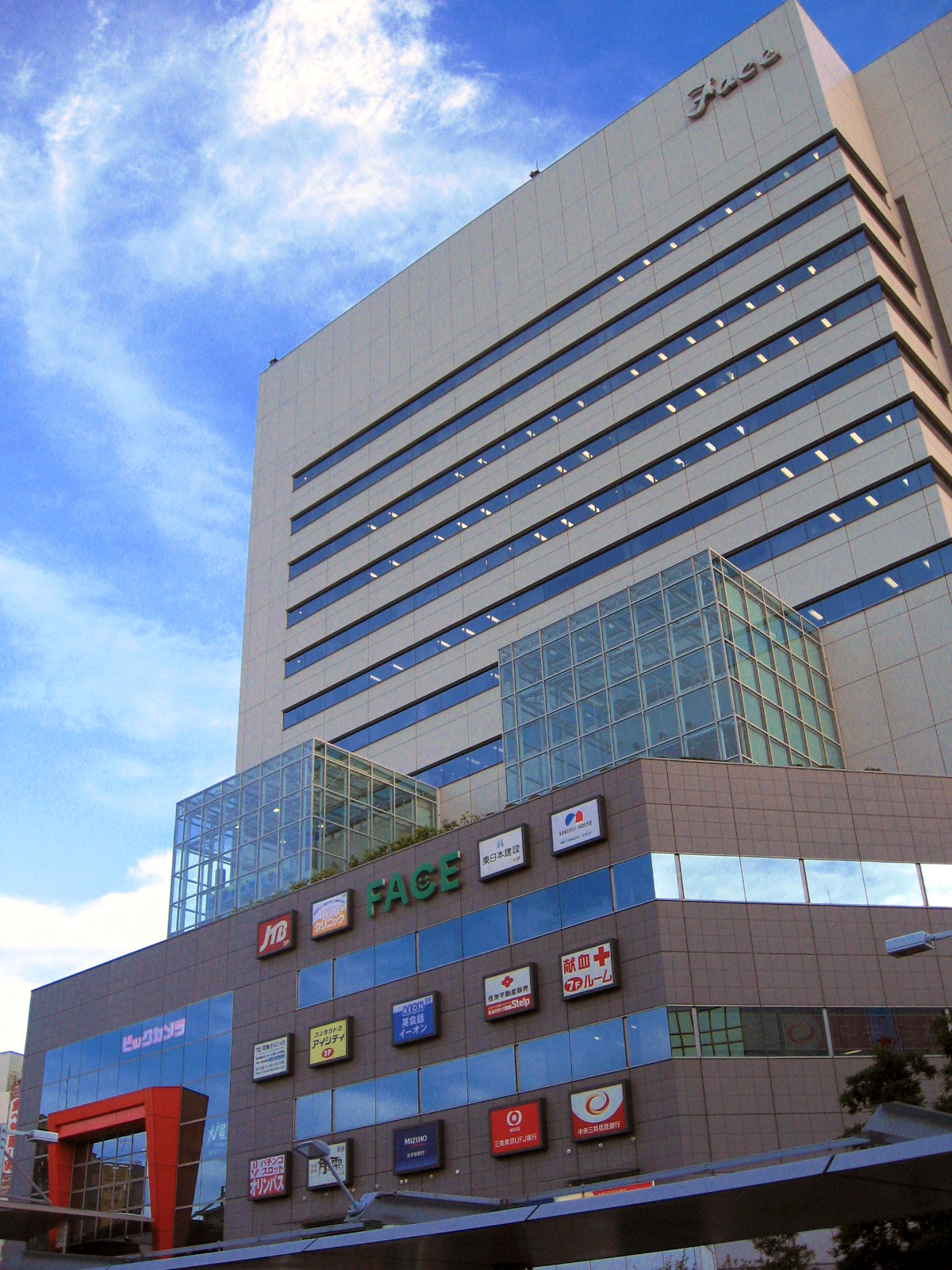
船橋駅南口バスターミナル
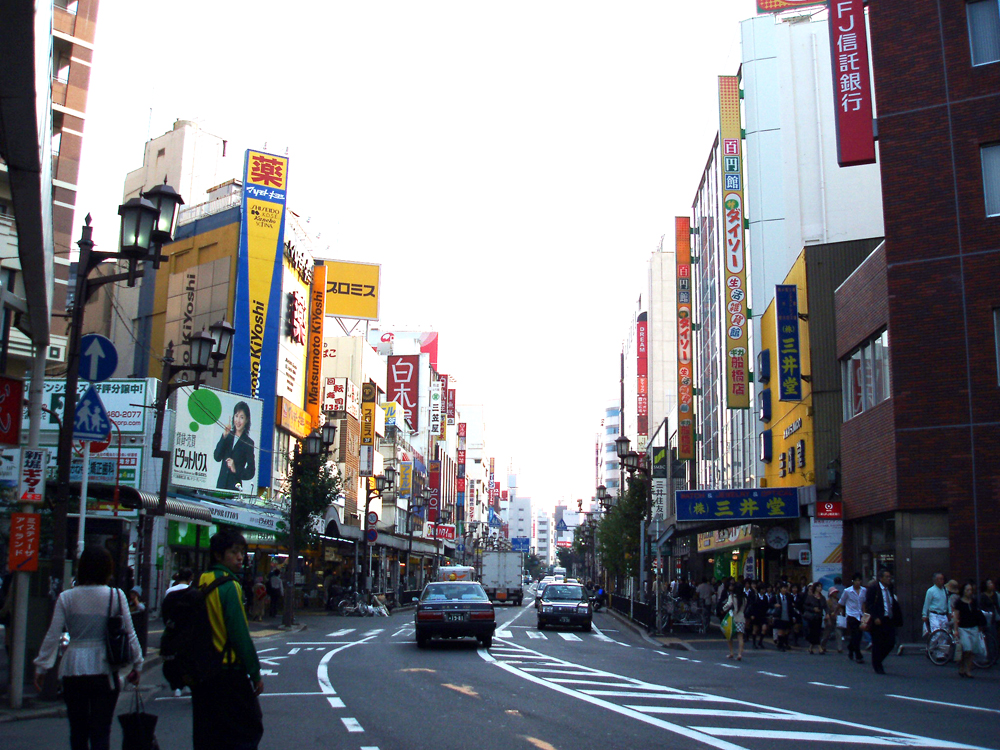
南口駅前通り （2006年10月）

- 船橋駅前商店会
- シャポー船橋南館
  - JR東日本ホテルメッツ船橋
- 船橋フェイスビル
  - 商業ゾーン・公共公益ゾーン・オフィスゾーンと区分
    - ビックカメラ
    - 船橋駅前総合窓口センター
    - 千葉県赤十字献血ルームフェイス
    - ジョブカフェちば
- 京成船橋駅
  - ネクスト船橋
    - くすりの福太郎
    - QBハウス
    - 京成船橋歯科
- ダイソーギガ船橋店
- TSUTAYA船橋南口駅前店
- 洋服の青山
- 船橋市中央図書館
- 船橋警察署 船橋駅前交番
- 船橋郵便局
  - ゆうちょ銀行 船橋店
- 三菱UFJ銀行 船橋支店
- 三井住友銀行 船橋支店
- 千葉興業銀行 船橋支店
- 大和証券 船橋支店
- 東海東京証券 船橋支店
- 野村證券 船橋支店
- 船橋本町通り商店街
- 船橋市民文化ホール

- 船橋フェイスビル
- 南口駅前通り （2006年10月）

## バス路線

### 北口（東武口）バスターミナル
3番のりばから発車する北習志野駅行き・飯山満駅行きバスは京成バス千葉セントラル、その他は京成バス千葉ウエストにより運行されている。なお、船51・（船52）・船53は2007年9月30日まで船橋バスによる運行であった。
| のりば | 運行事業者             | 系統・行先 | 備考             |
| ------ | ---------------------- | --- | ---------------- |
| 1      | 京成バス千葉ウエスト   | 船51・船53：船橋グリーンハイツ |                  |
| 2      | 京成バス千葉ウエスト   | 船35：山手ループ |                  |
| 3      | 京成バス千葉セントラル | - 船23・船23A・船23B：北習志野駅 - 船28A・船28C：飯山満駅                                                                          |                  |
| 4      | 京成バス千葉ウエスト   | - 船20：コープ野村 - 船32：金杉台団地 - 船33：鎌ヶ谷大仏 - 船34：三咲駅 - A30：アンデルセン公園                                    |                  |
| 5      | 京成バス千葉ウエスト   | - 船07：小室駅 - 船09：鎌ヶ谷大仏 - 船10：三咲駅 - 船11：御滝不動 - 船12：金杉台団地 - A01・アンデルセンライナー：アンデルセン公園 |                  |
| 6      | 京成バス千葉ウエスト   | 船03・深急01：鎌ヶ谷大仏 |                  |
| 7      | 京成バス千葉ウエスト   | - 船01・船03・船09：鎌ヶ谷大仏 - 船16：コープ野村 - 船18：夏見台団地                                                               |                  |
| 8      | 京成バス千葉ウエスト   | 臨時：馬込霊園 | 彼岸時期のみ運行 |

### 南口（JR口）バスターミナル
以下の路線が南口にあるバスの乗り場から発着する。ただし、駅南側路線を走る京成バス千葉セントラルの折り返し便はすべて京成船橋駅終着になっており、船橋駅（南口）を終着とする路線はない。なお、駅南側路線のうち一部が京成船橋駅始発となっている。これらは京成船橋駅#バス路線を参照。なお、京成船橋駅の始発のりばは船橋駅の3番のりばという扱いとなっている。船橋駅を始発とする路線は京成船橋駅にも停車する。
古くは新京成電鉄も南口からのバス路線を有していた。
| のりば | 運行事業者                               | 系統・行先                                   | 備考                                     |
| ------ | ---------------------------------------- | -------------------------------------------- | ---------------------------------------- |
| 1      | 京成バス千葉セントラル                   | 船71・船72：南船橋駅                         | 「船72」の上りは朝のみ、下りは夜のみ運行 |
| 2      | 京成バス千葉セントラル                   | - 西船11・西船12：西船橋駅 - 船41：津田沼駅  |                                          |
| 2      | 京成バス千葉イースト                     | 深夜急行：京成佐倉駅 / 成田空港第2ターミナル |                                          |
| 2      | - 京浜急行バス - 京成バス - 東京空港交通 | 空港連絡バス：羽田空港                       | 早朝の空港行と深夜の空港発のみ発着       |
| 3      | 京成バス千葉セントラル                   | 京成船橋駅#バス路線を参照                    | 京成船橋駅#バス路線を参照                |

## 隣の駅
※ 東日本旅客鉄道の特急「あずさ」等、各特急列車の隣の停車駅は列車記事を参照。
東日本旅客鉄道（JR東日本）
 総武線（快速）
市川駅 (JO 24) - 船橋駅 (JO 25) - 津田沼駅 (JO 26)
 総武線（各駅停車）・ 東西線直通
西船橋駅 (JB 30) - 船橋駅 (JB 31) - 東船橋駅 (JB 32)
東武鉄道
 野田線（東武アーバンパークライン）
■急行
新鎌ヶ谷駅 (TD 30) - 船橋駅 (TD 35)
■普通
新船橋駅 (TD 34) - 船橋駅 (TD 35)